# Frauenland (Würzburg)
Das Frauenland ist der einwohnerreichste der 13 Stadtbezirke von Würzburg und umfasst die Stadtteile Mönchberg, Frauenland und Keesburg. Bis fast nach Gerbrunn erstreckt sich der Stadtbezirk nach Osten. Westlich begrenzt die Bahntrasse das Gebiet zur Sanderau und der Altstadt und zu Grombühl im Norden. Im Süden grenzt das Frauenland an die Stadtrandgemeinde Randersacker.

## Geschichte
Der Name rührt daher, dass ein großer Teil des Landes, auf dem später der Stadtteil entstand, bis zur Säkularisation 1803 den Frauenklöstern gehörte. Am Letzten Hieb befand sich in der Rottendorfer Straße 29 die gleichnamige Gartenwirtschaft, in der Richard Wagner 1833/34 verkehrte, als er in Würzburg als Chorleiter am Theater und als Komponist arbeitete. Noch 1836 befand sich außerhalb der Stadtmauern fast nichts als eine Wagenfabrik, schon um 1900 war der kleine Streifen östlich des Glacis und westlich der Bahnlinie bebaut.
Ab 1880 schuf der Würzburger Verschönerungsverein zwischen Rottendorfer Straße und Seinsheimstraße östlich der Bahnlinie und südlich des Wasserreservoirs den Park Karolinenruhe, der wegen seiner Lage nahe der Stadt rege frequentiert war und heute dem Mittleren Ring gewichen ist. Westlich der heutigen Richard-Wagner-Straße (nicht weit weg vom Letzen Hieb) befand sich der Rennplatz des Velocipede-Clubs.
Bis in die 1930er Jahre entstanden weitere Wohnanlagen, die Lehrerbildungsanstalt, das Blindeninstitut, die Klinik König-Ludwig-Haus, die Mariannhiller Mission, das Missionsärztliche Institut sowie mehrere Kirchen.
Um die 1930er Jahre waren insbesondere drei Architekten im Frauenland tätig: Nach Plänen von Albert Boßlet wurde 1936/37 die Kirche Unsere Liebe Frau errichtet (Die Pfarrei Unsere Liebe Frau in dem neuen Stadtteil Frauenland wurde 1941 gegründet) und bereits 1927 bis 1929 die Kirche der Marianhiller Mission. Hubert Groß schuf in der Zeit des Nationalsozialismus die Gartenstadt Keesburg, Wohnbauten und die nach dem Jagdfliegerhelden Rudolf Berthold benannte Berthold-Schule (heutige Goethe-Volksschule), Peter Feile (Neues Bauen) einige Wohnhäuser.
Am Galgenberg entstand 1954 eine Housing Area, die das Problem der Wohnraumbeschlagnahmung zur Wohnraumbeschaffung im zerstörten Würzburg nach dem Zweiten Weltkrieg löste.
Im Jahr 1970 waren nur noch die Fläche östlich der Keesburg und der Westhang des Mönchbergs sehr spärlich bebaut.
Später wurde am östlichen Rand, dem sogenannten Hubland, der Campus der Julius-Maximilians-Universität Würzburg errichtet. Bis 1977 standen nur vier Waschbeton-Bauten, dann kamen weitere hinzu. Im Jahr 2011 wurde das Gebäude der Fachhochschule südlich des Universitätscampus fertiggestellt.
Seit den 1920er Jahren zählt das Frauenland zu den bevorzugten Wohngebieten in Würzburg, was sich in relativ hohen Immobilienpreisen ausdrückt.

## Stadtteile

### Frauenland
Dieser zum Stadtbezirk gleichnamige Stadtteil ist der größte der drei.
Hier befinden sich grob im westlichen Teil Wohnhäuser und im östlichen Teil Einfamilienhäuser. Drei denkmalgeschützte Villen befinden sich in der Salvatorstraße 12–16.
Auch befinden sich hier viele für die soziale Infrastruktur wichtige Gebäude und die zwei christlichen Kirchen Unsere Liebe Frau (katholisch) und die Martin-Luther-Kirche (evangelisch).
In diesem Stadtteil befinden sich auch mehrere Bildungseinrichtungen, darunter das Matthias-Grünewald-Gymnasium, das Dag-Hammarskjöld-Gymnasium, die Franz-Oberthür-Schule und die Goethe-Kepler-Grundschule. Außerdem die Zweigstelle der Universität für Soziologie, Politische Wissenschaft, Pädagogik und Sonderpädagogik, im Volksmund „PH“ (Pädagogische Hochschule) genannt. Bis 2009 befand sich im Hinterhof ein lange Zeit anderweitig bzw. nicht verwendetes Theater, im Jahr 2011 wurde hier ein Anbau mit zwei Hörsälen und einer Bibliothek vollendet. Am Hubland befinden sich einige weitere Gebäudekomplexe der Universität, u. a. mit der Universitätsbibliothek und dem Rechenzentrum.

### Keesburg
Nachdem der Maurermeister Josef Kees († 1823) aus Gaubüttelbrunn rund zehn Jahre in Würzburg gewohnt hatte und zu Wohlstand gekommen war, erbaute er sich im Jahr 1812 einen Landsitz inmitten seiner neu erworbenen Ländereien südwestlich des Galgenbergs am Rand der Würzburger Gemarkung. Der Name Keesburg (früher auch fälschlich als Käsburg bezeichnet), der heute die gesamte Gartenstadt bezeichnet, entstand, weil die Gebäude des Hofes auf dem Neuberg aus der Ferne wie eine Burg wirkten. Nach 1927 entstand um das Gut Keesburg die Hindenburgsiedlung, der Kern der heutigen Gartenstadt. Ende 1950 wurde das alte Gut mitsamt Gewölbekeller abgerissen und mit dem Gebäude ersetzt, das gegenwärtig ein griechisches Restaurant beherbergt.
Der kleine Stadtteil Keesburg ist eine Gartenstadt oberhalb der Kernstadt. Die meisten Häuser fallen in die Kategorie Reihenhäuser.
Im Stadtteil Keesburg ist die Volkssternwarte Würzburg angesiedelt, auf dem Grund des Kepler-Schulhauses der Goethe-Kepler-Grundschule. Dort befindet sich auch die Freie Waldorfschule Würzburg.
Die örtlichen Kirchen sind die Auferstehungskirche (evangelisch) und St. Alfons (katholisch).

### Mönchberg
Auf dem Mönchberg steht ein Kloster der Mariannhiller Missionare, an das sich die Missionsärztliche Klinik mit ihrer wichtigen Tropenmedizinischen Abteilung anschließt.
Im Bereich Mönchberg wurde 1921 eine Expositurkaplanei eingerichtet, welche 1926/27 die Kirche St. Barbara erhielt. Eine eigene Pfarrei wurde St. Barbara dann 1941.
Außerdem befindet sich dort eine Bundesbankfiliale sowie die Mönchbergschule, eine Grund- und Volksschule, die sich durch spezielle Klassen und Angebote für die Integration von Kindern mit Migrationshintergrund auszeichnet.
Ein weiterer großer Bau ist das 1937 erbaute Standortlazarett der Wehrmacht, das nach dem Krieg amerikanisches Militärkrankenhaus war und seit Anfang 2010 eine Wohnanlage ist.
Am Mönchberg entstand auf Initiative des 1904 gegründeten Katholischen Frauenbunds Würzburg und Dompfarrer Braun 1908 ein Säuglings- und Kinderheim, woraus sich später die Kinderklinik am Mönchberg entwickelte. 
1924 eröffnete Helmut Zoepffel (1886–1951), ehemals Assistent von Hans Rietschel, ein „Säuglingskrankenhaus“ auf dem Mönchberg.

### Leighton Barracks (nur geographisch)
Die US-Streitkräfte unterhielten hier ein großes Areal, die Leighton Barracks mit Wohnanlagen, Schulen, Sportplätzen, einem Supermarkt, einem Gemeindezentrum und einer Kirche. Im Zuge der Umstrukturierung der Streitkräfte in Europa wurde die Kaserne geräumt und an die BIMA übergeben. Ein Teil des Geländes wird seit Mai 2011 von der Universität Würzburg als Campus Nord genutzt. Die Landesgartenschau fand 2018 ebenfalls auf dem früheren Kasernengelände statt. Mit Abschluss der Landesgartenschau entsteht hier der neu geplante Stadtteil Hubland.

## Bildergalerie

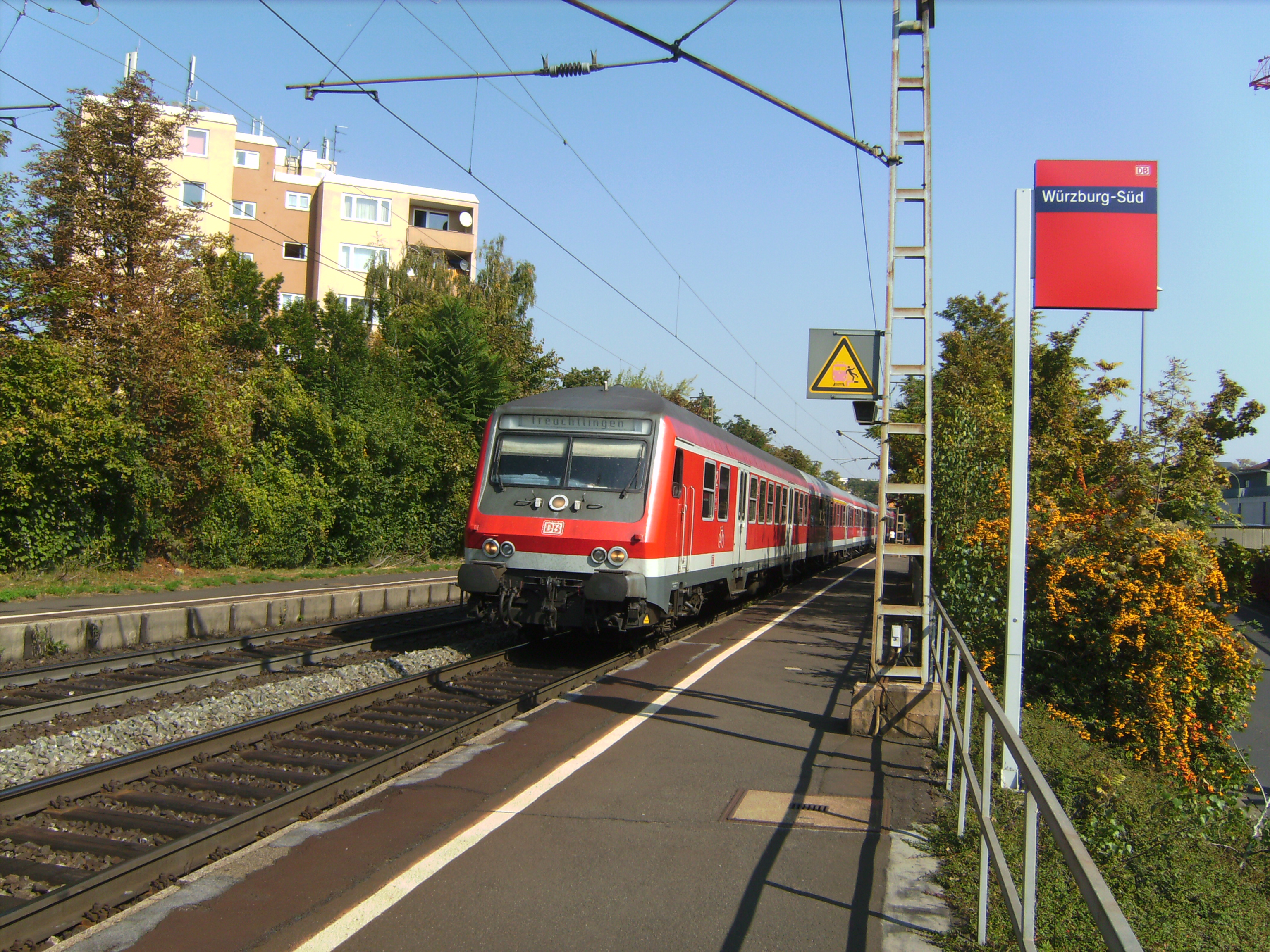
Haltepunkt Würzburg-Süd mit Regionalbahn
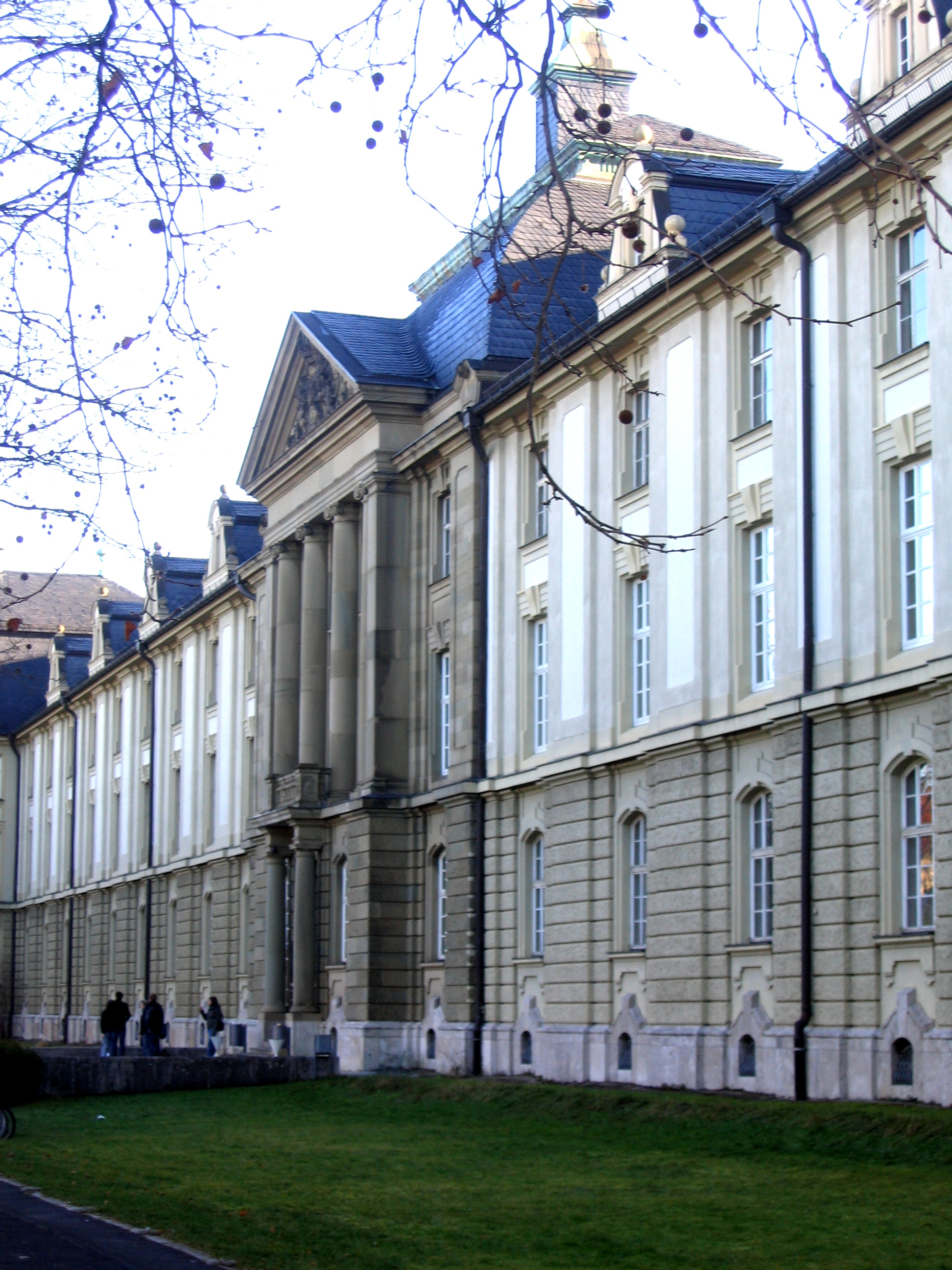
Universitätsgebäude am Wittelsbacherplatz
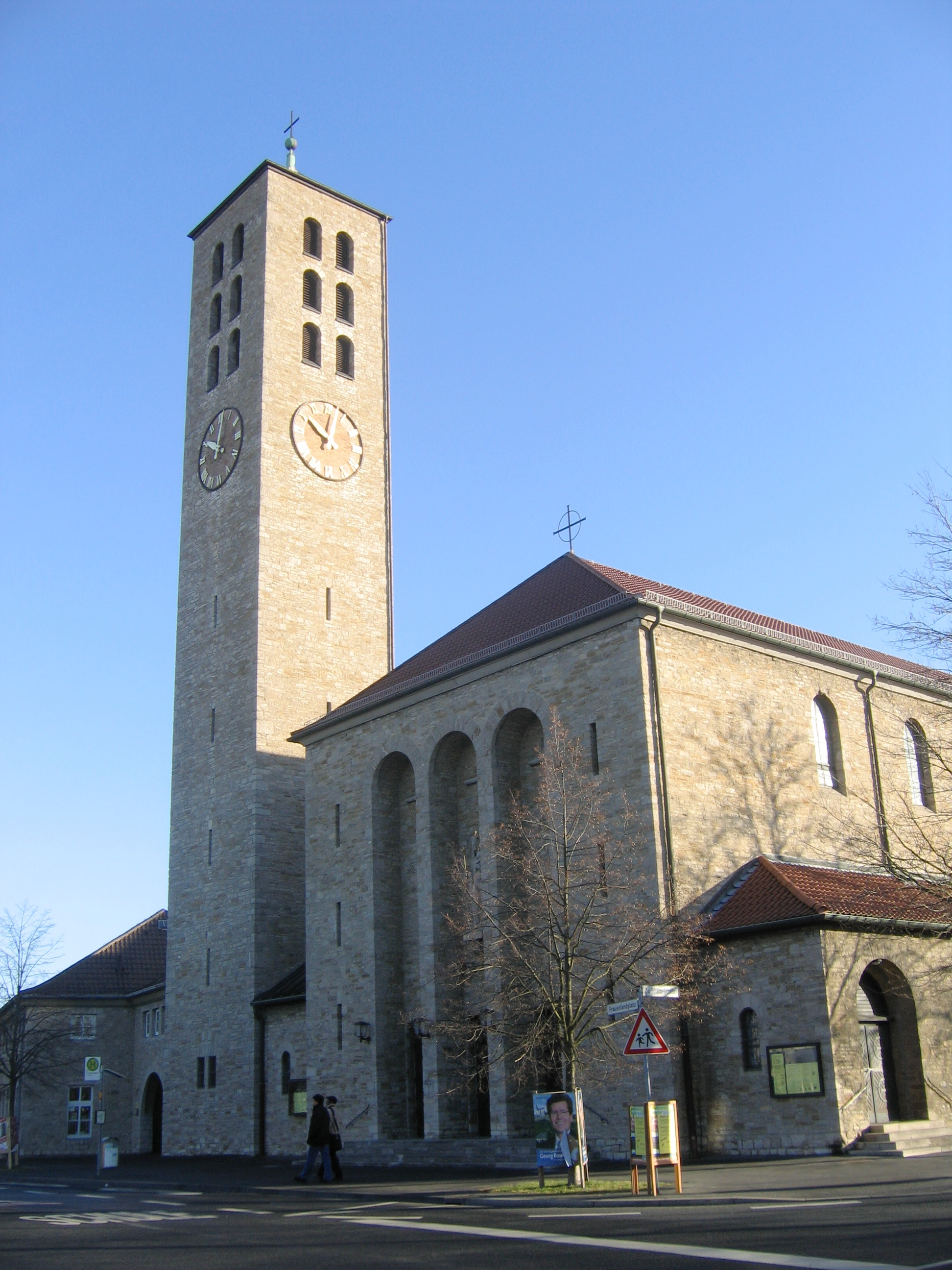
Pfarreikirche Unsere Liebe Frau
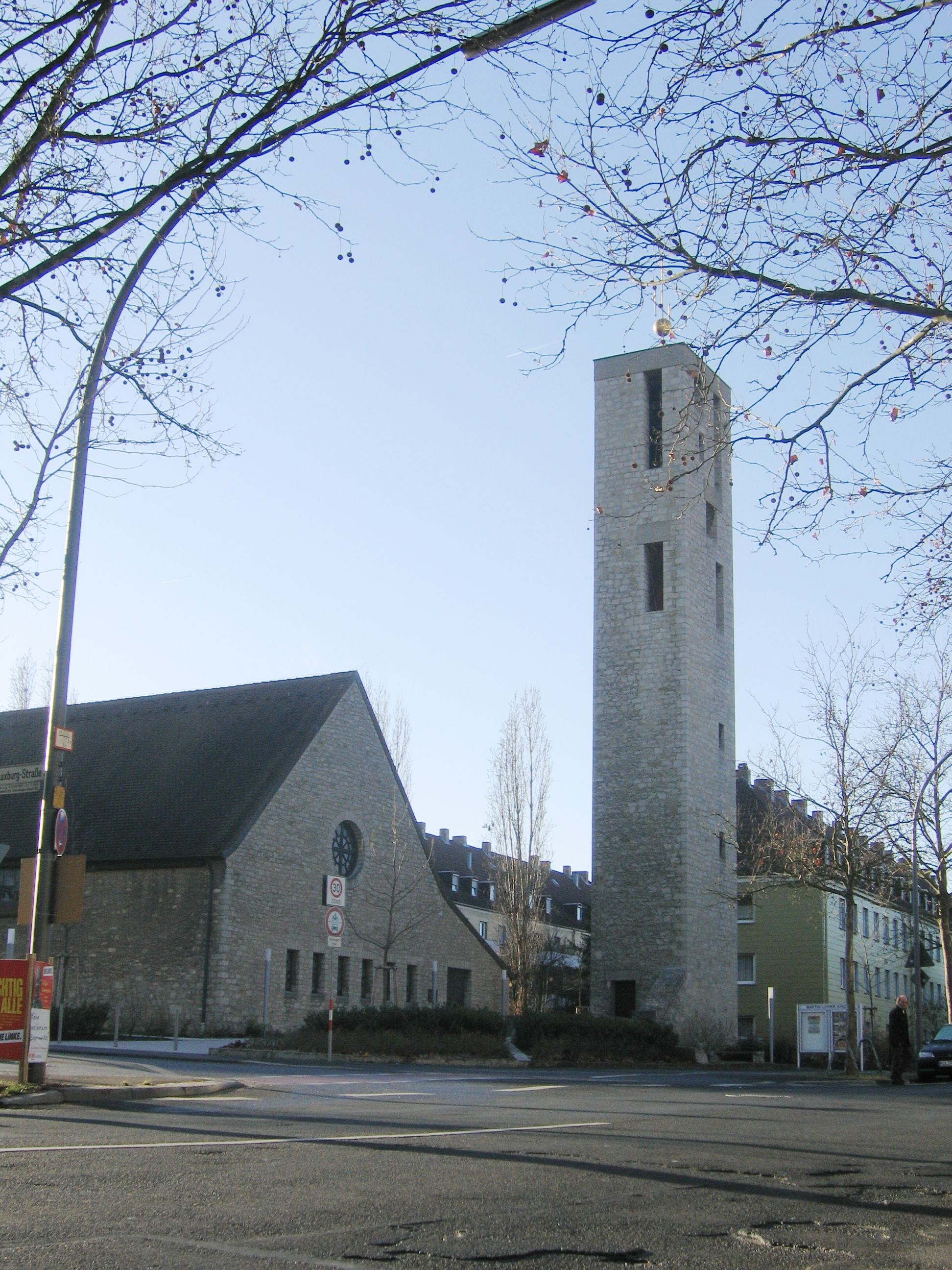
Martin-Luther-Kirche
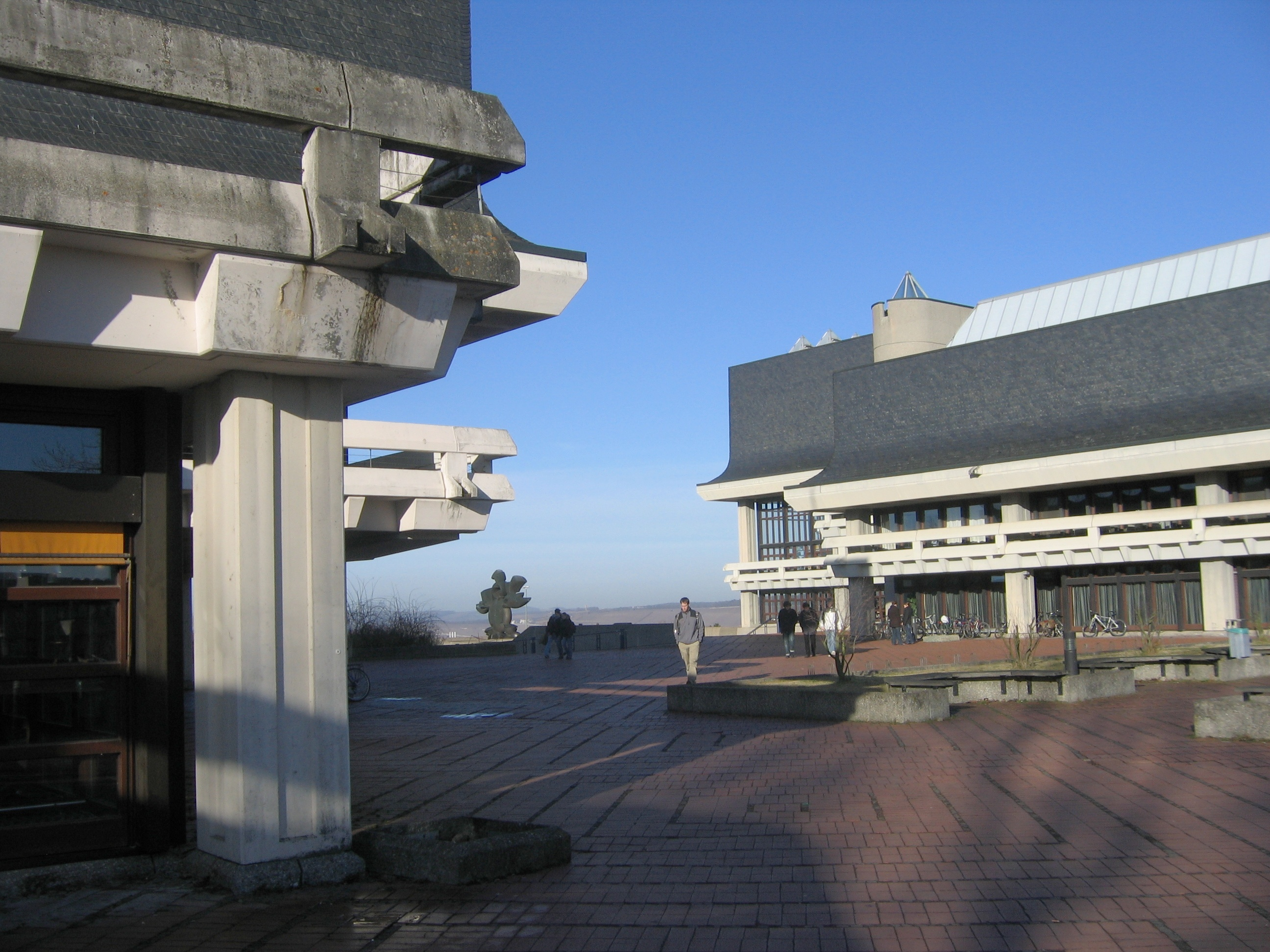
Universitätscampus am Hubland (Links: Mensa; rechts: Bibliothek)
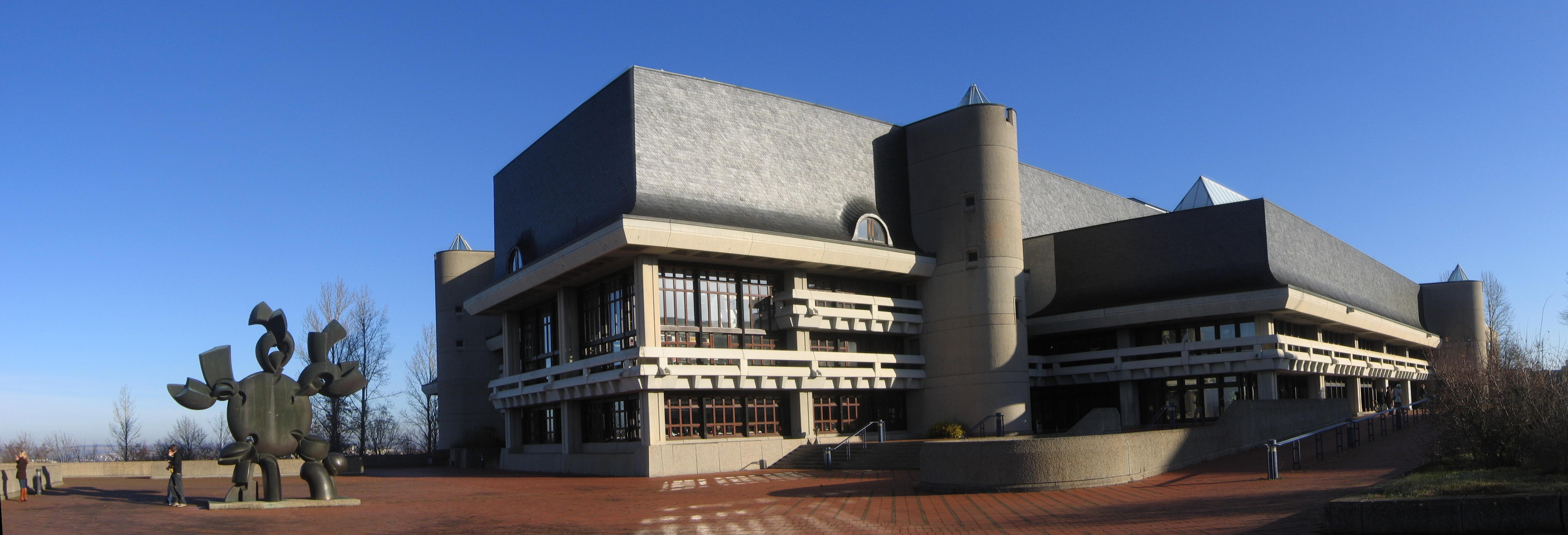
Bibliothek auf dem Universitätscampus am Hubland
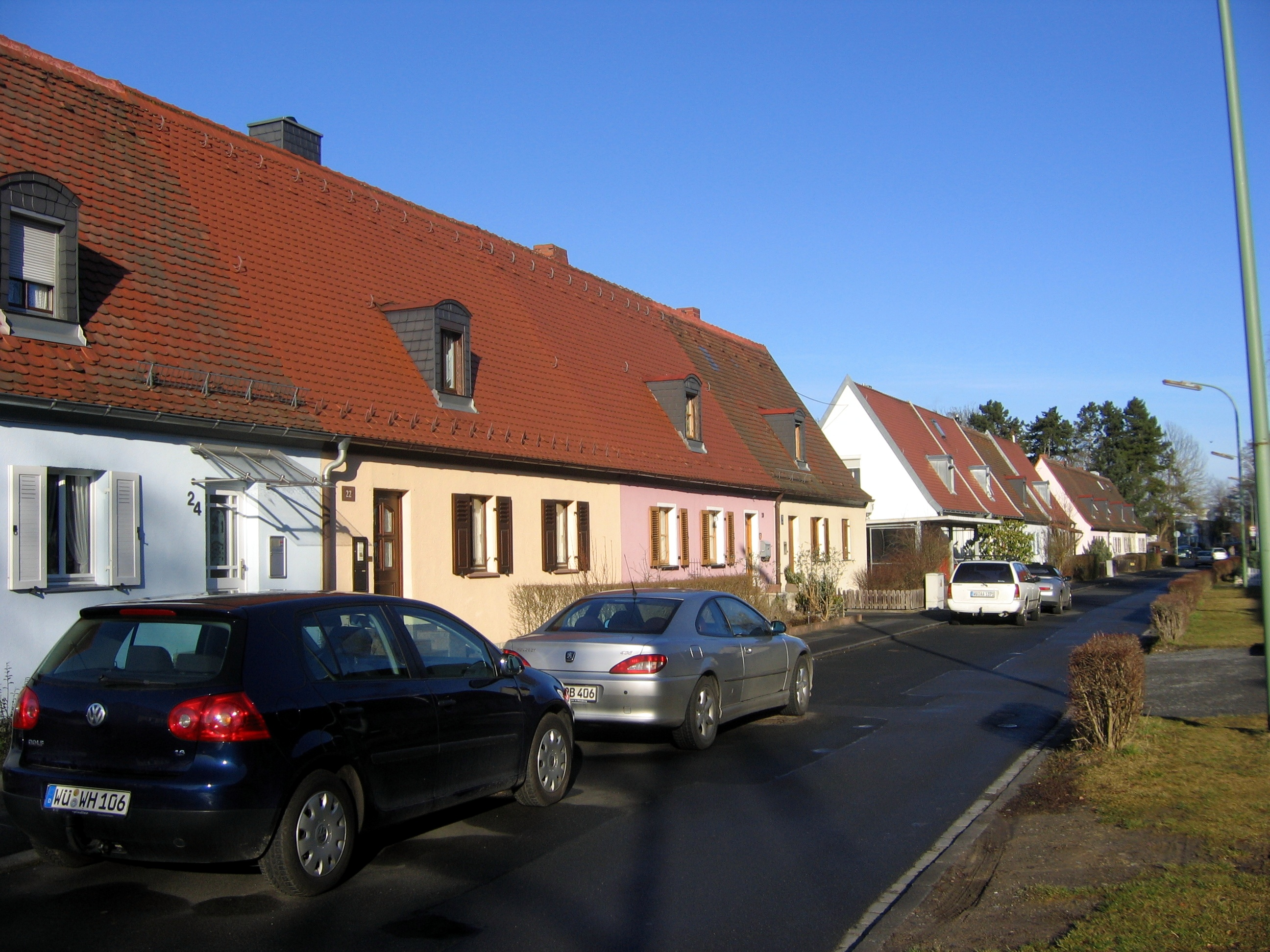
Typisches Sträßchen im Stadtteil Keesburg
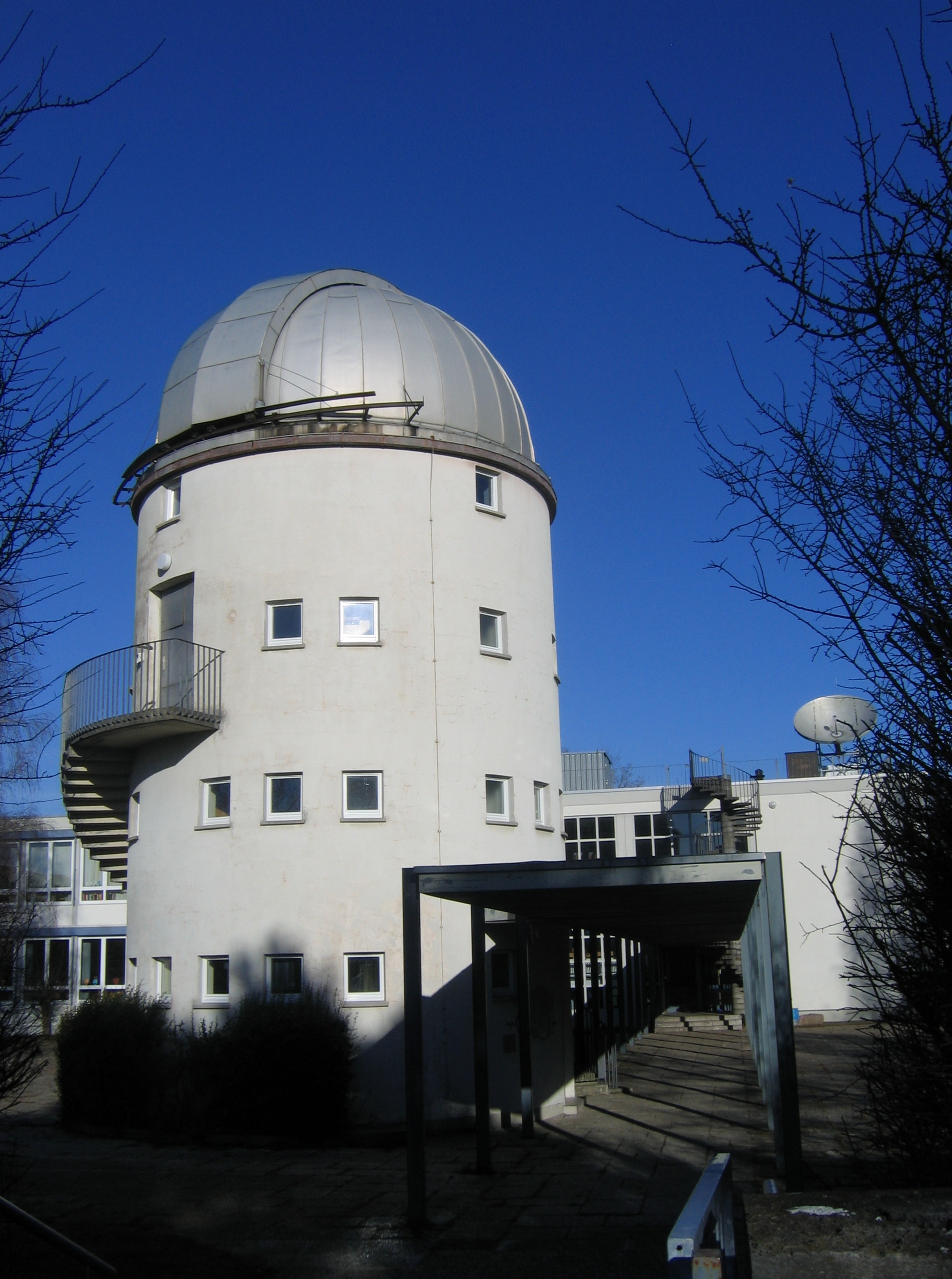
Volkssternwarte
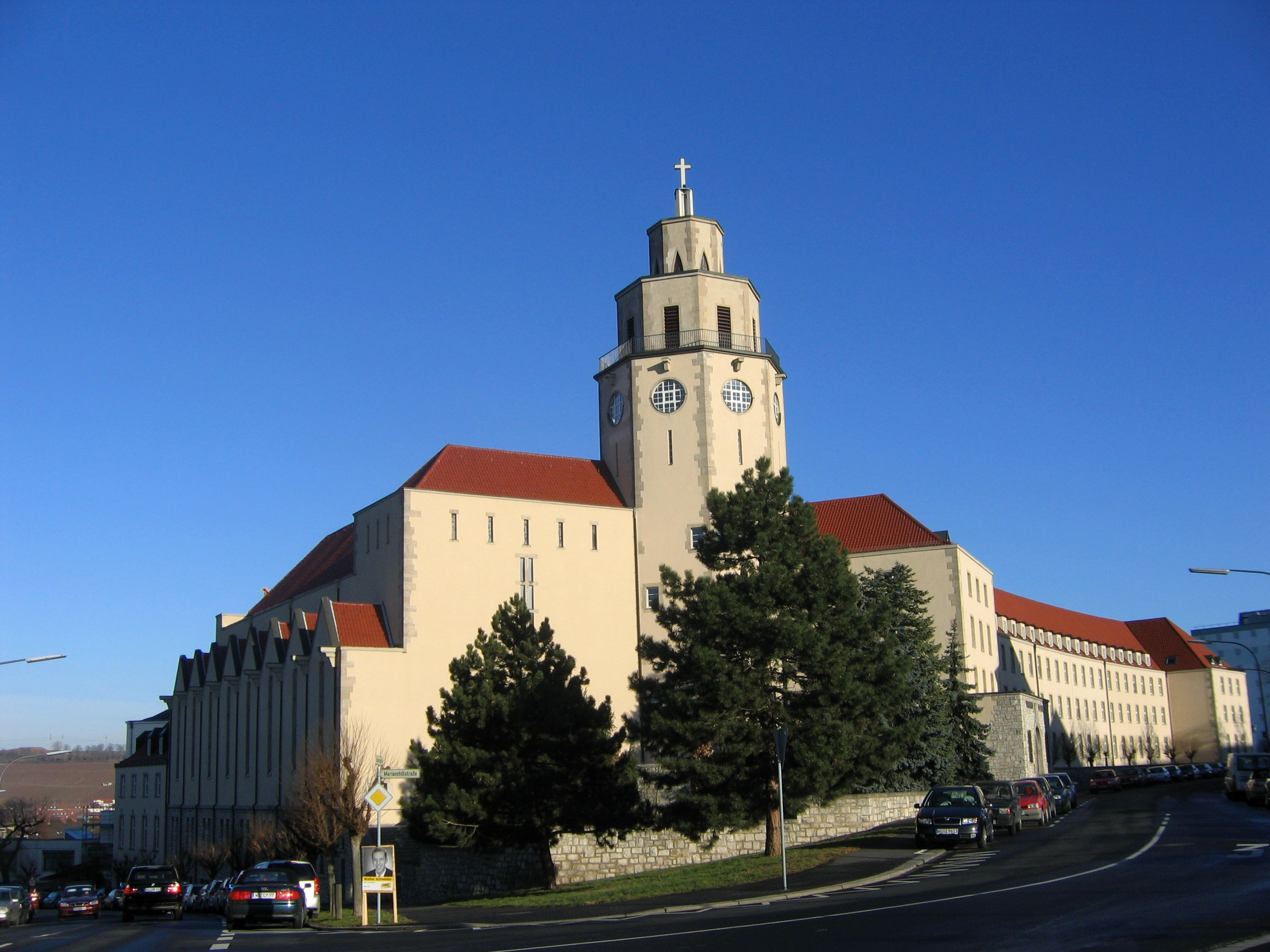
Kloster der Marianhiller Mission auf dem Mönchberg
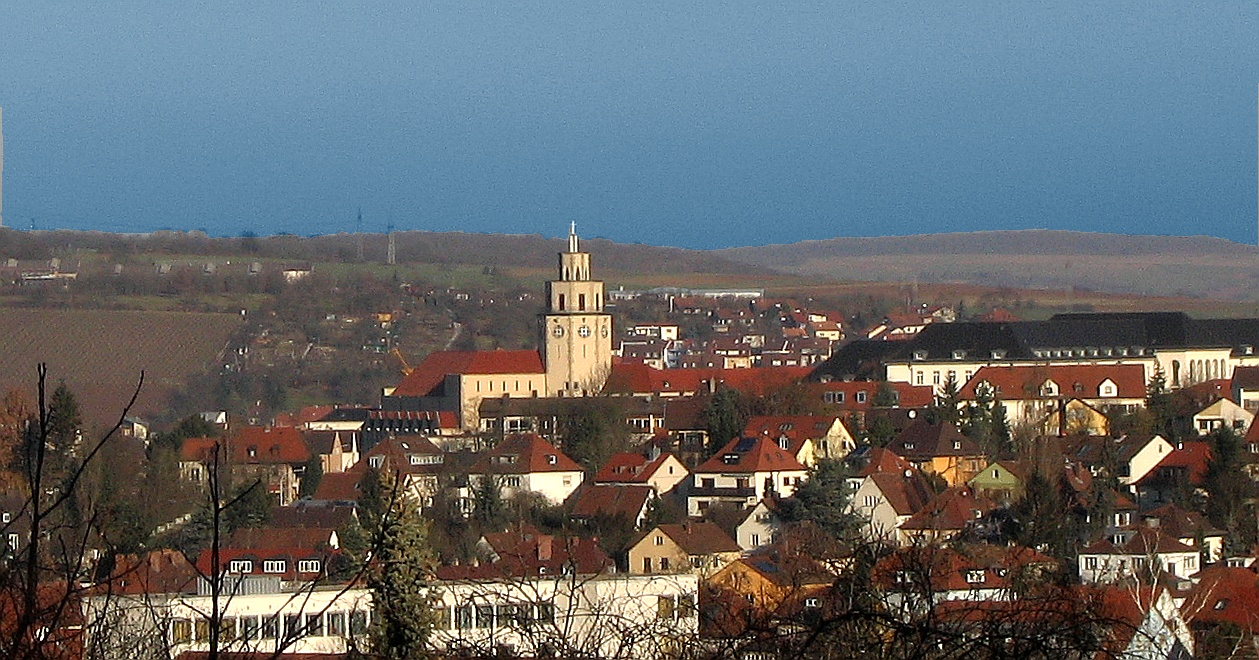
Exponierte Lage des Klosters der Marianhiller Mission auf dem Mönchberg